# روي فيرغسون
روي فيرغسون (بالإنجليزية: Roy Ferguson)‏ هو لاعب دوري الرغبي أسترالي، ولد في 16 مارس 1945 في Wyong, New South Wales ‏ في أستراليا.